# Independiente Medellín
Deportivo Independiente Medellín – kolumbijski klub piłkarski z siedzibą w mieście Medellín, stolicy departamentu Antioquia. Występuje w rozgrywkach Categoría Primera A. Domowe mecze rozgrywa na obiekcie Estadio Atanasio Girardot.

## Osiągnięcia

### Krajowe
- Categoría Primera A

| zwycięstwo (6):      | 1955, 1957, 2002 (F), 2004 (A), 2009 (F), 2016 (A)                             |
| drugie miejsce (10): | 1959, 1961, 1966, 1993, 2001, 2008 (F), 2012 (F), 2014 (F), 2015 (A), 2018 (F) |

- Copa Colombia

| zwycięstwo (1):     | 1981 |
| drugie miejsce (1): | 1956 |

- Superliga Colombiana

| zwycięstwo (0):     | –    |
| drugie miejsce (1): | 2017 |

## Historia
Klub założony został w 1913 roku. Jest sześciokrotnym mistrzem Kolumbii. Największym osiągnięciem międzynarodowym klubu jest dotarcie do półfinału Copa Libertadores w roku 2003. Największym lokalnym rywalem jest Atlético Nacional.

## Aktualny skład
Stan na 1 września 2022.
| Nr | Poz. | Piłkarz                  |
| -- | ---- | ------------------------ |
| 1  | PO   | Andrés Mosquera          |
| 2  | OB   | Germán Gutiérrez         |
| 3  | OB   | Víctor Moreno            |
| 4  | OB   | Didier Bueno             |
| 5  | OB   | Andrés Cadavid           |
| 6  | PO   | David Loaiza             |
| 7  | PO   | Christian Marrugo        |
| 8  | PO   | Adrián Arregui (kapitan) |
| 9  | NA   | Luciano Pons             |
| 10 | PO   | Andrés Ricaurte          |
| 12 | BR   | Luis Vásquez             |
| 13 | NA   | Jaen Pineda              |
| 14 | NA   | José Hernández Chávez    |

| Nr | Poz. | Piłkarz                 |
| -- | ---- | ----------------------- |
| 15 | PO   | Dani Torres             |
| 16 | NA   | Vladimir Hernández      |
| 17 | NA   | Felipe Pardo            |
| 18 | OB   | Yesid Díaz              |
| 20 | PO   | Miguel Monsalve         |
| 21 | OB   | Juan Guillermo Arboleda |
| 23 | PO   | Javier Méndez           |
| 24 | PO   | Jordy Ararat            |
| 26 | OB   | Yulián Gómez            |
| 27 | NA   | Diber Cambindo          |
| 28 | OB   | Jorge Segura            |
| 31 | NA   | Andrés Alfonso          |
| 32 | BR   | Weimar Asprilla         |